# Antonio Di Natale
Antonio Di Natale (né le 13 octobre 1977 à Naples) est un footballeur international italien évoluant au poste d'attaquant de la fin des années 1990 à la fin des années 2010 reconverti comme entraîneur.

## Biographie

### Débuts
Formé à Empoli, Di Natale n'a débuté en Série A qu'à l'âge de 25 ans, toujours dans le club toscan, après avoir fait ses classes à Iperzola, Varèse et Viareggio, entre Série C1 et C2. Antonio joue son premier match parmi l'élite en septembre 2002. Deux mois plus tard, il fait ses débuts avec la Squadra Azzurra, en amical face à la Turquie, sous les ordres à l'époque de Giovanni Trapattoni.

### Udinese
En octobre 2004, lorsque Empoli est relégué en série B, il signe à l'Udinese. Il ne tarde pas à devenir un joueur majeur de l'effectif, formant avec Vincenzo Iaquinta et David Di Michele une trio offensif qui permet au Frioul d'obtenir la 4e place du championnat et le ticket pour la Ligue des Champions. Il finit sa première saison avec 7 buts en 33 matches en championnat. Lors de saison 2005-2006, il est le seul joueur italien à inscrire un but dans toutes les compétitions ou il est engagé : championnat, coupe d'Italie, Ligue des champions, Coupe UEFA. Di Natale mène son équipe jusqu'aux demi finales de la coupe d'Italie. Il se révèle précieux en compétition européenne, notamment face aux allemands du Werder Brême, contre lesquelles il inscrit trois buts en deux rencontres. La saison suivante, l'attaquant inscrit 11 buts en championnat et permet à son équipe de s'accrocher à la 10e place du Calcio.
Durant la saison 2007-2008, Di Natale marque à 17 reprises en Serie A et conduit de nouveau l'Udinese en Europe. En juin 2008, il signe un nouveau contrat avec son club jusqu'en 2013. La saison 2008-2009 est moins prolifique pour l'italien qui trouve le chemin des filets à 12 reprises mais ne parvient pas à se qualifier en coupe d'Europe. En Coupe UEFA, l'Udinese termine première de son groupe devant des équipes telles Tottenham ou le Spartak Moscou. En phases finales, elle réalise un beau parcours en éliminant Lech Poznań puis le Zénith Saint-Pétersbourg. Néanmoins, elle se fait stopper en quart de finale par Brême malgré une honorable lutte (6-4 pour Brême sur les deux matches).
La saison 2009-2010 est celle de la consécration pour Di Natale. En effet, Toto dépasse Lorenzo Bettini et devient le meilleur buteur de l'histoire du club du Frioul. En championnat, il inscrit deux triplés, un contre Catane et l'autre contre Naples, qui scelle une victoire 3-1 de l'Udinese. Le 2 mai 2010, à l'occasion d'un match contre Cagliari, il marque son 100e but toutes compétitions confondues avec Udinese. Le 9 mai, dans le match nul 3-3 avec Bari, il porte son total de but à 28, dépassant le précédent record de Bierhoff. Il atteint également la barre symbolique des 100 buts en Serie A. Di Natale remporte le titre de meilleur buteur du Calcio avec 29 buts. Ses performances sont d'autant plus impressionnantes qu'il est trentenaire.
Le début de saison 2010-2011 s'avère difficile pour l'italien, qui ne parvient à répondre aux attentes portées sur lui. Néanmoins, en novembre 2010, il débloque la situation en inscrivant deux triplés, notamment son deuxième en la matière contre le Napoli. Lors d'un match nul âprement disputé contre Milan (4-4), il marque à deux reprises et atteint le total de 7 buts marqués à San Siro. Le 24 janvier 2011, il reçoit le prix du "Meilleur joueur italien de l'année" et du "Meilleur buteur italien de l'année" ainsi celui pour le Fair-Play. En février 2011, il marque son 100e but pour l'Udinese avant de réaliser, fin février, son troisième triplé de la saison contre Palerme. Pendant la 32e journée de championnat, Di Natale marque contre la Roma. Il devance Cavani  de deux buts au classement des buteurs avec 28 réalisations et devient sacré meilleur buteur du Calcio pour la deuxième année consécutive. Le dernier joueur à avoir remporté le titre de meilleur buteur d'Italie à deux reprises est Giuseppe Signori dans les années 1990. 
La saison suivante, il joue son 300e match de Serie A contre l'Inter Milan. Le 7 avril 2012, il marque son 150e but en Serie A contre Parme. Di Natale finit la saison avec 23 buts en 36 matches.
L'année 2013 est plus délicate pour l'attaquant qui souffre de blessures au dos mais se montre néanmoins décisif, en inscrivant un doublé contre le Chievo Vérone qui offre la victoire 3-1 aux siens. Il se fait remarquer en marquant le 3000e but subi pas l'AS Rome en Serie A sur un penalty tiré en cuillère. Lors de la victoire 1-0 contre Pescara, il atteint la barre des 150 buts avec son club de cœur.
Durant la pré-saison 2013-2014, il joue son 300e match sous les couleurs de l'Udinese et affirme qu'il veut atteindre les 200 buts dans l'élite italienne. En janvier 2014, Di Natale annonce en direct à la télévision sur la chaine Sky Sports sa volonté de se retirer à la fin de la saison. Lors de la dernière journée de championnat, il plante un hat-trick contre la Sampdoria (3-3) et termine la saison avec 17 buts en Serie A.
En juillet 2014, après avoir rejeté l'offre du Guangzhou Evergrande de Marcello Lippi, il décide de continuer à jouer pour au moins une autre année avec l'Udinese. En août, Di Natale inscrit un doublé dès la première journée de championnat. Le 23 novembre 2014, pour son 400e match en Série A, l'attaquant italien inscrit son 200e but dans la compétition face au Chievo.  Mi février 2015, il dispute son 407e match sous les couleurs du club du Frioul, devenant le joueur ayant porté le plus de fois le maillot de l'Udinese. Le 28 avril 2015, lors d'une défaite 1-2 à domicile contre l'Inter, il marque son 205e but en Serie A et rejoint ainsi Roberto Baggio. En mai, Di Natale marque un but décisif contre Vérone et dépasse Baggio au classement des meilleurs buteurs de Serie A. Cela fait plus de dix ans que le buteur italien joue pour son club, sans décrocher un titre, malgré ses nombreux buts décisifs.
Di Natale prend sa retraite à l'issue de la saison 2015-2016. Lors d'une conférence de presse, l'Italien s'exprime sur ses années au club : « Je suis fier de ce que j’ai fait avec le maillot de l’Udinese. Ça a été douze très belles années, les plus belles de ma vie et pour ça, je veux remercier le club, les compagnons et les tifosi. Ma carrière à l’Udinese est digne d’un film, mais maintenant le protagoniste n’est plus là ». Il est le meilleur buteur de l'histoire de l'Udinese avec 227 réalisations en 446 matchs.

### Équipe nationale
Il commence sa carrière internationale avec l'Italie en novembre 2002, à l'âge de 25 ans. Sélectionné par Giovanni Trapattoni, il est titulaire lors d'un match amical face à la Turquie au stade Adriatico de Pescara (score 1-1). Néanmoins, il n'est pas retenu par Trapattoni pour disputer l'Euro 2004, ni par Marcello Lippi pour la Coupe du monde 2006 où l'Italie remportera le titre.
Lors des éliminatoires de l'Euro 2008, Di Natale s'est illustré en inscrivant deux buts et en délivrant trois passes décisives en huit apparitions. Il participe ensuite à l'Euro 2008 où la Squadra Azzura atteint les quarts de finale (éliminée aux tirs au but face à l'Espagne), la coupe du monde 2010 où l'Italie est éliminée au premier tour, et enfin à l'Euro 2012 où elle se hisse en finale avant de perdre 4 à 0 face à l'Espagne. 
Il marque son premier but dans un tournoi majeur lors du mondial 2010 face à la Slovaquie mais ne peut empêcher la défaite de son équipe (3-2). Lors de l'Euro 2012, il est le seul joueur à avoir marqué contre Iker Casillas et l'Espagne, lors du match d'ouverture (match nul 1-1) 
Le 6 janvier 2013, il annonce que passé 35 ans il faut laisser la place aux jeunes et qu'il prend donc sa retraite internationale. Il compte donc 42 sélections durant lesquelles il inscrit 11 buts.

## Style de jeu
Antonio Di Natale a le profil type de l'attaquant polyvalent, en pointe, sur le côté ou derrière les deux attaquants comme un neuf et demi à l'ancienne, Antonio joue de sa grande technique et de son placement pour marquer ou offrir des buts. Il est également passeur et dribbleur et maîtrise totalement le ballon dans les 5 mètres adverses. Il tire également les penaltys, coups francs et même corners. Il possède également une condition physique qui lui permet de dépasser tous les défenseurs.

## Statistiques

### Générales
| Saison                | Club                  | Championnat           | Championnat | Championnat | Championnat | Coupe(s) nationale(s) | Coupe(s) nationale(s) | Coupe(s) nationale(s) | Compétition(s) continentale(s) | Compétition(s) continentale(s) | Compétition(s) continentale(s) | Compétition(s) continentale(s) | Italie | Italie | Italie | Total | Total | Total |
| Saison                | Club                  | Division              | M.          | B.          | P.d.        | M.                    | B.                    | P.d.                  | Comp.                          | M.                             | B.                             | P.d.                           | M.     | B.     | P.d.   | M.    | B.    | P.d.  |
| 1996-1997             | Empoli FC             | Serie B               | 1           | 0           | -           | -                     | -                     | -                     | -                              | -                              | -                              | -                              | -      | -      | -      | 1     | 0     | 0     |
| 1999-2000             | Empoli FC             | Serie B               | 25          | 6           | -           | 5                     | 1                     | -                     | -                              | -                              | -                              | -                              | -      | -      | -      | 30    | 7     | 0     |
| 2000-2001             | Empoli FC             | Serie B               | 35          | 9           | -           | 3                     | 1                     | -                     | -                              | -                              | -                              | -                              | -      | -      | -      | 38    | 10    | 0     |
| 2001-2002             | Empoli FC             | Serie B               | 38          | 16          | 5           | 4                     | 2                     | -                     | -                              | -                              | -                              | -                              | -      | -      | -      | 42    | 18    | 5     |
| 2002-2003             | Empoli FC             | Serie A               | 27          | 13          | 3           | 5                     | 1                     | 0                     | -                              | -                              | -                              | -                              | 3      | 0      | 0      | 35    | 14    | 3     |
| 2003-2004             | Empoli FC             | Serie A               | 33          | 5           | 3           | 2                     | 1                     | 0                     | -                              | -                              | -                              | -                              | 1      | 1      | 0      | 36    | 7     | 3     |
| Sous-total            | Sous-total            | Sous-total            | 159         | 49          | 11          | 19                    | 6                     | 0                     | -                              | -                              | -                              | -                              | 4      | 1      | 0      | 182   | 56    | 11    |
| 1997-1998             | Iperzola (prêt)       | Serie C2              | 33          | 6           | -           | -                     | -                     | -                     | -                              | -                              | -                              | -                              | -      | -      | -      | 33    | 6     | 0     |
| Sous-total            | Sous-total            | Sous-total            | 33          | 6           | -           | -                     | -                     | -                     | -                              | -                              | -                              | -                              | -      | -      | -      | 33    | 6     | 0     |
| 1998-1999             | Varèse FC (prêt)      | Serie C1              | 4           | 0           | -           | -                     | -                     | -                     | -                              | -                              | -                              | -                              | -      | -      | -      | 4     | 0     | 0     |
| Sous-total            | Sous-total            | Sous-total            | 4           | 0           | -           | -                     | -                     | -                     | -                              | -                              | -                              | -                              | -      | -      | -      | 4     | 0     | 0     |
| 1998-1999             | AC Viareggio (prêt)   | Serie C2              | 25          | 12          | -           | -                     | -                     | -                     | -                              | -                              | -                              | -                              | -      | -      | -      | 25    | 12    | 0     |
| Sous-total            | Sous-total            | Sous-total            | 25          | 12          | -           | -                     | -                     | -                     | -                              | -                              | -                              | -                              | -      | -      | -      | 25    | 12    | 0     |
| 2004-2005             | Udinese Calcio        | Serie A               | 33          | 7           | 3           | 6                     | 4                     | 0                     | C3                             | 2                              | 0                              | 0                              | -      | -      | -      | 41    | 11    | 3     |
| 2005-2006             | Udinese Calcio        | Serie A               | 35          | 8           | 5           | 3                     | 3                     | 0                     | C1+C3                          | 8+2                            | 3+1                            | 2+0                            | -      | -      | -      | 48    | 15    | 7     |
| 2006-2007             | Udinese Calcio        | Serie A               | 31          | 11          | 6           | 2                     | 2                     | 0                     | -                              | -                              | -                              | -                              | 6      | 1      | 1      | 39    | 14    | 7     |
| 2007-2008             | Udinese Calcio        | Serie A               | 36          | 17          | 7           | 1                     | 1                     | 0                     | -                              | -                              | -                              | -                              | 10     | 5      | 1      | 47    | 23    | 8     |
| 2008-2009             | Udinese Calcio        | Serie A               | 32          | 22          | 5           | 2                     | 3                     | 0                     | C3                             | 7                              | 3                              | 1                              | 7      | 2      | 0      | 48    | 30    | 6     |
| 2009-2010             | Udinese Calcio        | Serie A               | 35          | 29          | 6           | 3                     | 0                     | 0                     | -                              | -                              | -                              | -                              | 9      | 1      | 1      | 47    | 30    | 7     |
| 2010-2011             | Udinese Calcio        | Serie A               | 36          | 28          | 7           | 1                     | 0                     | 0                     | -                              | -                              | -                              | -                              | -      | -      | -      | 37    | 28    | 7     |
| 2011-2012             | Udinese Calcio        | Serie A               | 36          | 23          | 7           | 1                     | 1                     | 0                     | C1+C3                          | 2+4                            | 1+4                            | 0                              | 6      | 1      | 0      | 49    | 30    | 7     |
| 2012-2013             | Udinese Calcio        | Serie A               | 33          | 23          | 4           | 1                     | 0                     | 0                     | C1+C3                          | 2+6                            | 0+3                            | 1+1                            | -      | -      | -      | 42    | 26    | 6     |
| 2013-2014             | Udinese Calcio        | Serie A               | 32          | 17          | 0           | 2                     | 1                     | 0                     | C3                             | 4                              | 2                              | 2                              | -      | -      | -      | 38    | 20    | 2     |
| 2014-2015             | Udinese Calcio        | Serie A               | 33          | 14          | 7           | 1                     | 4                     | 0                     | -                              | -                              | -                              | -                              | -      | -      | -      | 34    | 18    | 7     |
| 2015-2016             | Udinese Calcio        | Serie A               | 23          | 2           | 4           | 2                     | 2                     | 1                     | -                              | -                              | -                              | -                              | -      | -      | -      | 25    | 4     | 5     |
| Sous-total            | Sous-total            | Sous-total            | 395         | 201         | 66          | 24                    | 19                    | 1                     | -                              | 37                             | 17                             | 7                              | 38     | 10     | 3      | 494   | 247   | 77    |
| Total sur la carrière | Total sur la carrière | Total sur la carrière | 616         | 268         | 67          | 43                    | 25                    | 1                     | -                              | 37                             | 17                             | 7                              | 42     | 11     | 3      | 738   | 321   | 78    |

### Buts en sélection
Le tableau suivant liste les résultats de tous les buts inscrits par Antonio Di Natale avec l'équipe d'Italie.
| But | Date              | Stade, ville, pays                               | Adversaire | Résultat | Match, compétition                |
| --- | ----------------- | ------------------------------------------------ | ---------- | -------- | --------------------------------- |
| 1er | 18 février 2004   | Stade Renzo-Barbera, Palerme, Italie             | Tchéquie   | 2-2      | Amical                            |
| 2e  | 15 novembre 2006  | Stadio Atleti Azzurri d'Italia, Bergame, Italie  | Turquie    | 1-1      | Amical                            |
| 3e  | 22 août 2007      | Budapest, Hongrie                                | Hongrie    | 3-1      | Amical                            |
| 4e  | 12 septembre 2007 | Kiev, Ukraine                                    | Ukraine    | 1-2      | Éliminatoires Euro 2008           |
| 5e  | 12 septembre 2007 | Kiev, Ukraine                                    | Ukraine    | 1-2      | Éliminatoires Euro 2008           |
| 6e  | 30 mai 2008       | Stade Artemio-Franchi, Florence, Italie          | Belgique   | 3-1      | Amical                            |
| 7e  | 30 mai 2008       | Stade Artemio-Franchi, Florence, Italie          | Belgique   | 3-1      | Amical                            |
| 8e  | 6 septembre 2008  | Larnaca, Chypre                                  | Chypre     | 1-2      | Éliminatoires Coupe du monde 2010 |
| 9e  | 6 septembre 2008  | Larnaca, Chypre                                  | Chypre     | 1-2      | Éliminatoires Coupe du monde 2010 |
| 10e | 24 juin 2010      | Ellis Park Stadium, Johannesburg, Afrique du Sud | Slovaquie  | 3-2      | Coupe du monde 2010               |
| 11e | 10 juin 2012      | PGE Arena Gdańsk, Gdańsk, Pologne                | Espagne    | 1-1      | Euro 2012                         |

## Palmarès
Italie
- Euro 2012
  - Finaliste en 2012

### Distinctions personnelles
- Meilleur buteur de Serie A en 2010 (29 buts)
- Meilleur buteur de Serie A en 2011 (28 buts)